# Hünenburg (Bomlitz)
Die sogenannte Hünenburg bei Borg zwischen Walsrode und Bomlitz in der südwestlichen Lüneburger Heide ist eine abgegangene Abschnittsburg in Spornlage auf 39 m ü. NN an der Mündung der Warnau in die Böhme.

## Lage und Umgebung
Die frühmittelalterliche Befestigungsanlage liegt im mittleren Böhmetal, das rund zwanzig Meter tief in die welligen Hochflächen der Fallingbosteler Heidmark (westliche Südheide) eingesenkt ist und eine gewundene, meist schmale Talsohle aufweist. Die Anlage befindet sich am Ende eines langgestreckten Geländesporns, der an der Mündung der Warnau in die Böhme unmittelbar aus beiden Gewässern aufsteigt. Dessen höchste Teile überragen das rund fünf Meter über den Talauen liegende Niveau der Niederterrasse um rund zwei Meter. Aus südöstlicher Richtung, von jenseits des Böhmetales, kann man stellenweise aus deutlich höheren Erhebungen der einstigen, durch Sandabbau weitgehend verloren gegangenen „Honerdinger Schweiz“ auf diesen Burghügel, den Hünenberg, hinabsehen. Auch im weiter nördlich gelegenen, hügeligen Naherholungsgebiet Eibia-Lohheide steigt das Gelände um rund zwanzig Meter an. Es ist durchzogen vom Tal der nur wenige hundert Meter weiter östlich mündenden Bomlitz. Etwas oberhalb liegt am anderen Ufer der Warnau das Haufendorf Borg, dessen Name sich auf die Hünenburg bezieht.

## Die Burganlage und ihre Reste
Der breitere Nordteil des trapezförmigen Areals beginnt mit einem ersten flachen Wall von Uferböschung zu Uferböschung, der eine Vorburg sicherte. Vor dem weiter südlich gelegenen Hauptwall zieht von der Warnau her ein scharf eingeschnittener Graben herauf und engt den Zugang auf den östlichen Plateaurand oberhalb der Böhme ein. Der Hauptwall lässt sich im Westen über dem warnauseitigen Abhang weiter nach Süden verfolgen; er besitzt jedoch keine sich als Wall abzeichnende Verbindung mit dem südlichen Teil des Hauptwalles. Im Bereich der verbleibenden Zwischenräume verliefen einst entlang der Plateauränder oberhalb von Warnau und Böhme doppelte, mit Erde angefüllte Palisadenwände und begrenzten damit die Kernburg. 
Der südliche Raum im Mündungswinkel zwischen Warnau und Böhme gehört nicht mehr zur eigentlichen Befestigung.
Die Art der Befestigung und die abschnittweise Gliederung mit der recht kleinen Hauptburg, aber auch die Besiedelungsspuren, lassen die Hünenburg als Vorform mittelalterlicher Adelssitze erscheinen.

## Erforschung

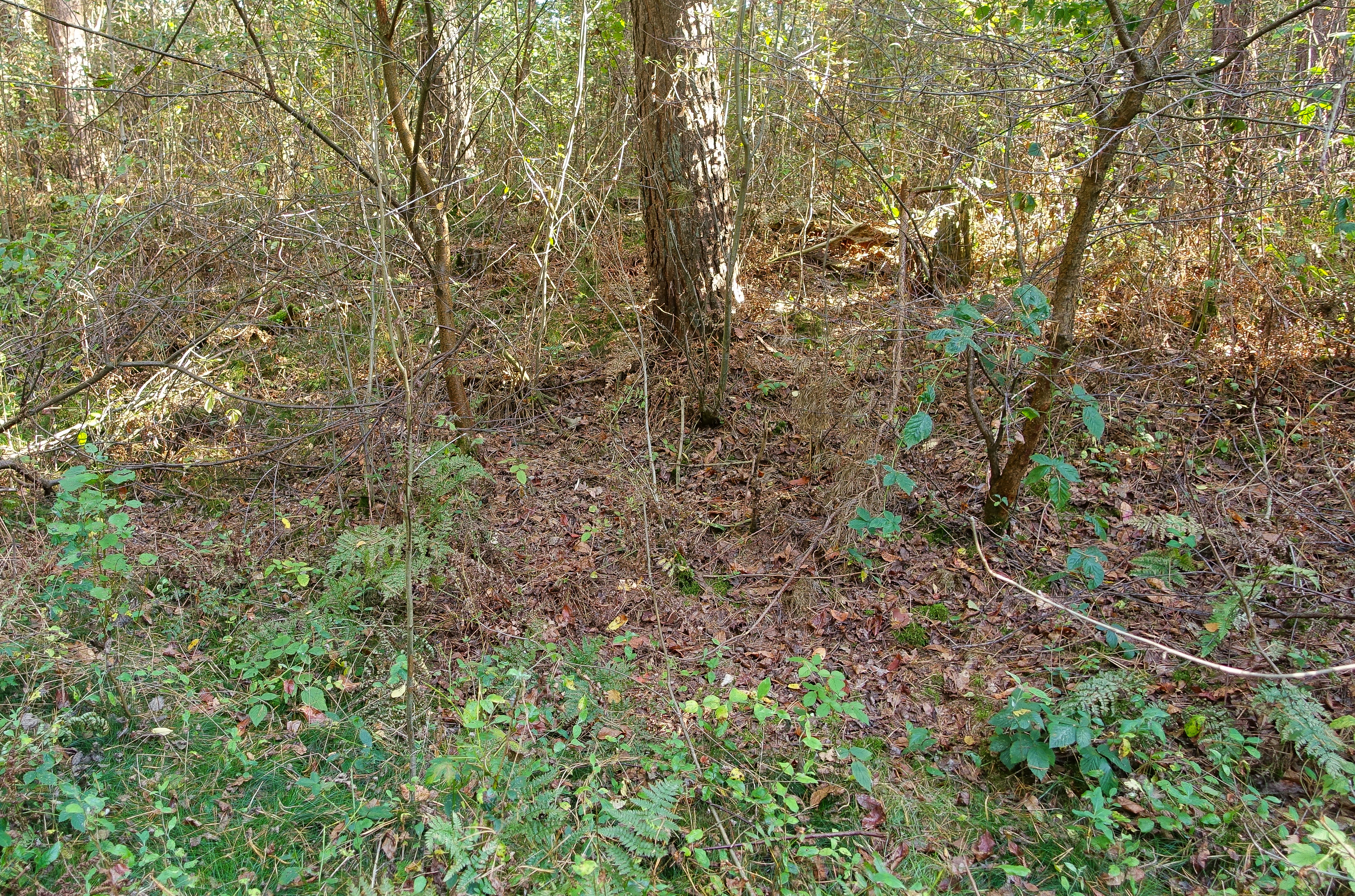
Der Südwall der Hünenburg von Süden

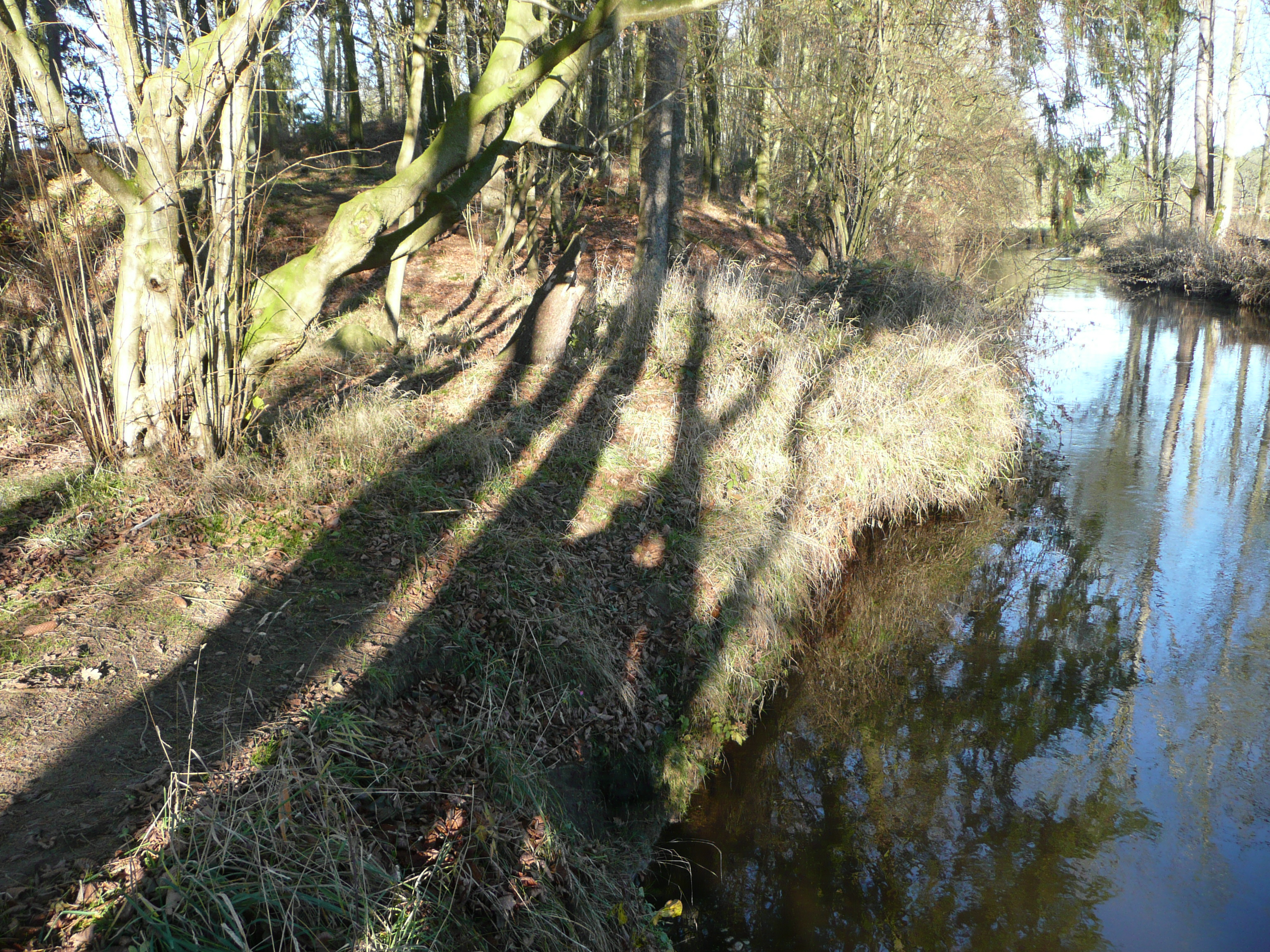
Südwall der Hauptburg über dem rechten Ufer der Böhme (Blick nordwärts)

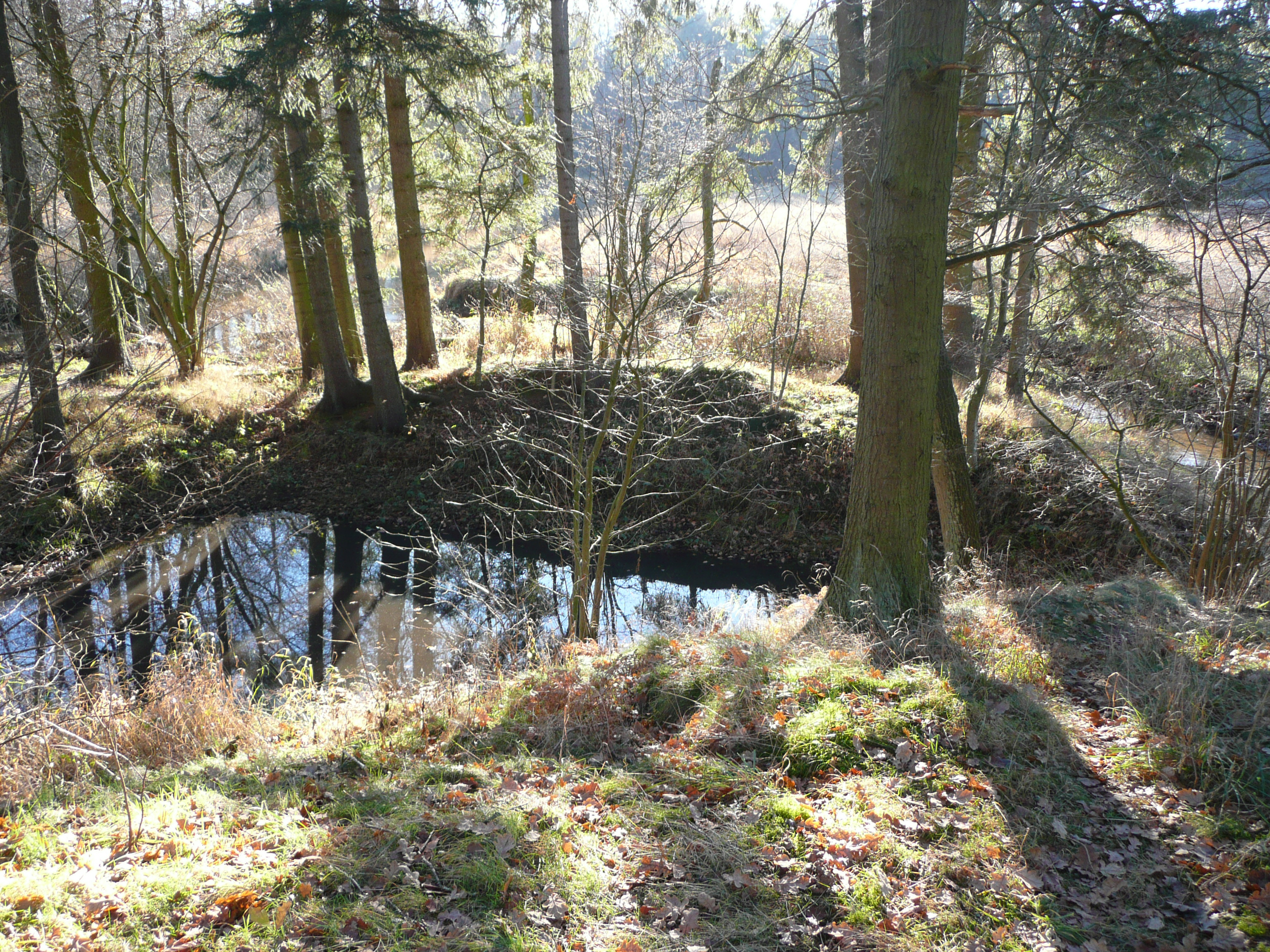
Blick vom Südwall der Hünenburg auf die Mündung der Warnau in die Böhme

Bis 1933 knüpften die wenigen Quellen zumeist an örtliche Sagen zur Burgstelle an, nach denen etwa diese einstige Walsuborg eine Zeitlang vom Gründer des Klosters Walsrode, Graf Wale von Askanien, bewohnt gewesen sei, und dann zur Gewinnung von Baumaterial für das vor 986 gegründete Kloster abgebrochen worden sei. Ausgrabungen hielt man zunächst für wenig erfolgversprechend, da man in den Wällen lediglich eine in Kriegszeiten aufgesuchte Fliehburg sah.
Erst eine von Hans Stuhlmacher und Oskar Wolff initiierte Grabung durch Archäologen des Provinzialmuseums Hannover im Sommer 1933 zeigte, dass es Befestigungen in der Art eines einfachen Adelssitzes gab, und förderte außerdem Artefakte aus der Altsteinzeit bis zur Zeitenwende zu Tage sowie in der Hauptburg Reste einer Besiedlung mit Funden des 9.–11. Jahrhunderts. Auf eine nicht nur episodische Nutzung der Burg im frühen Mittelalter deuten auch Wölbäcker unmittelbar nördlich der Anlage hin.
Eine um das Jahr 2010 durchgeführte Nachgrabung erbrachte Holzkohleproben, die mittels der Radiokarbonmethode in das 7.–9. Jahrhundert datiert werden konnten. Damit gehört die Burg in ihren Ursprüngen zu den frühesten Burgenbauten in Norddeutschland.

## Touristische Erschließung
Die Hünenburg ist ein traditionelles regionales Ausflugsziel, das von Walsrode, Borg oder Uetzingen her erwandert wurde. Nachdem der Niedersachsenorkan 1973 ein weiter nördlich, über dem Warnautal gelegenes bronzezeitliches Hügelgräberfeld (1500–1200 v. Chr.) entwaldet und wieder sichtbar gemacht hatte, pachtete die Gemeinde Bomlitz auf Anregung der Archäologischen Arbeitsgemeinschaft des Kreises Soltau-Fallingbostel dieses Gebiet zusammen mit dem der Hünenburg an. 1978 wurde an der Brücke der kurz zuvor eröffneten „Vogelparkstraße“ (K 134) über die Warnau ein Wanderparkplatz angelegt, von dem aus der Archäologische Wanderpfad Borg beide Bodendenkmale in meist kurzweiliger Wegeführung erschließt und auf Tafeln erläutert. Seit Mitte der 1980er Jahre ist die Hünenburg Teil des seitens der Gemeinde Bomlitz hergerichteten Erholungsgebietes Eibia-Lohheide.